# Hadeel Kouki
Pour les articles homonymes, voir Kouki (homonymie).
Hadeel Kouki, née vers 1992, est une ancienne militante des droits humains syrienne, de confession chrétienne.

## Biographie
Début mars 2011, alors qu'elle est une étudiante de 19 ans à l'université d'Alep, Hadeel Kouki est détenue par le régime de Bachar el-Assad pendant 40 jours, torturée — y compris des chocs électriques et des viols — et détenue à l'isolement pour avoir distribué des dépliants pro-démocratie. Elle n'a pas accès à un avocat et n'est autorisée à recevoir aucun visiteur. Au cours des mois suivants, elle est arrêtée et détenue à deux autres reprises pour avoir assisté à des manifestations. En décembre 2011, lorsque des agents du renseignement militaire la convoquent, dans l'intention de l'arrêter pour avoir fourni une aide médicale à des manifestants, elle fuit le pays. Au début, elle se cache dans le désert, puis se rend en Turquie avec l'aide de l'armée syrienne libre. De là, elle se rend en France et en Suède, puis en Égypte, pour aider l'opposition politique syrienne.   
Hadeel Koukhi témoigne de son histoire personnelle et dénonce le fait que les minorités, et notamment les chrétiens, sont la cible de la répression, de la violence et de la torture du régime de Bachar el-Assad. Cela s'oppose à la campagne de communication du régime, qui cherche à se poser en défenseur des minorités en Syrie. Le 23 février 2012, les services secrets syriens font irruption dans son appartement du Caire en Égypte, la menacent de mort et la frappent violemment,. 
Kouki prend la parole, entre autres devant le Conseil des droits de l'homme des Nations unies, au Sommet de Genève pour les droits de l'homme et la démocratie, à la New America Foundation et à l'Institut des États-Unis pour la paix. 
Faisant référence au régime d'Assad lors d'un discours au Liban, elle déclare : « Ce régime ne peut en aucun cas être considéré comme un protecteur des droits des minorités ou des chrétiens ». Elle critique l'administration du président Barack Obama pour ne pas avoir fait plus pour aider les minorités du Moyen-Orient telles que les chrétiens syriens, les syriens laïcs et les kurdes.